# Žichlínek
Žichlínek (en allemand : Sichelsdorf) est une commune du district d'Ústí nad Orlicí, dans la région de Pardubice, en République tchèque. Sa population s'élevait à 993 habitants en 2024.

## Géographie
Žichlínek se trouve à 4 km au sud-est de Lanškroun, à 20 km à l'est-sud-est d'Ústí nad Orlicí, à 64 km à l'est-sud-est de Pardubice, et à 159 km à l'est de Prague.
La commune est limitée par Lanškroun au nord-ouest, par Sázava au nord, par Lubník, Tatenice, Krasíkov et Třebařov à l'est, par Rychnov na Moravě au sud et par Luková à l'ouest.

## Histoire
La première mention écrite de la localité date de 1304.

## Transports
Par la route, Žichlínek trouve à 4,5 km de Lanškroun, à 23 km d'Ústí nad Orlicí, à 85 km de Pardubice et à 199 km de Prague. 